# Аракул (притока Нишаве)
Аракул је мања, лева притока Нишаве на територији Републике Бугарске која се у њу улива на 158-ом речном километру. У најширем смислу припада сливу реке Нишаве, односно Јужне Мораве, затим Велике Мораве, Дунава, па самим тим и Црноморском сливу.

## Географске одлике
Аракул је мања притока коју Нишава прима на 158-ом речном километру са леве стране долине, на надморској висини од 537 метара. Дужина Аракула је 9,63 km, а површина слива износи 33,12 km².
Извор
Извире на 773 метара надморске висине на Чепену, на контакту масивних кредних кречњака и алевролита јурске старости.
Густина речне мреже и геоморфологија
Густина речне мреже износи 1,18 km/km² , а готово све притоке извиру из крашких врела на југу слива и дубоким долинама стрмих страна спуштају се ка подножју Чепена. У подножју Чепана падови се ублажавају и Аракул протиче кроз прилично заравњен терен, да би пре ушћа у Нишаву у тријаским доломитима формирала клисуру јако стрмих долинских страна.
Слив Аракула је добро насељен, а највећа села Мургаш и Букоровци, која се налазе на терену чију геолошку основу чине квартарни пескови и шљункови, као и кластични седименти мезозоика.
Вегетација слива
У сливу Аракуле  шумски покривач се може наћи само на југу на планини Чепен и у клисури при ушћу у Нишаву, док остатак слива заузима разнородно пољопривредно земљиште и травната вегетација.